# Витенберг (Висконсин)
Витенберг (енгл. Wittenberg) град је у америчкој савезној држави Висконсин.

## Демографија
По попису из 2010. године број становника је 1.081, што је 96 (-8,2%) становника мање него 2000. године.
| Група             | 2000.         | 2010.       |
| Белци             | 1.134 (96,3%) | 951 (88,0%) |
| Афроамериканци    | 2 (0,2%)      | 0 (0,0%)    |
| Азијати           | 1 (0,1%)      | 2 (0,2%)    |
| Хиспаноамериканци | 3 (0,3%)      | 77 (7,1%)   |
| Укупно            | 1.177         | 1.081       |